# Rebecca (banda)
REBECCA (レベッカ) fue una banda de j-pop y j-rock formada en la década de 1980.

## Separación
Su última presentación en vivo fue el 19 de enero de 1990, Finalmente la banda se separó a finales del mismo año.

## Miembros
- NOKKO (Vocal)
- Akio Dobashi (Teclado/Líder)
- Noriyuki Takahashi (Guitarra, Bajo)
- Yutaka Odawara (Batería)

## Antiguos miembros
- Takehiko Kogure (Guitarra/Fundador/Líder original), (1984-1985)
- Tatsuya Konuma (Batería), (1984-1985)
- Morio Koga (Guitarra), (1984-1986)
- Shouichi Tomomori (Guitarra), (1984-1987)

## Miembros de soporte
- Obawo Nakajima (Percusión)
- Koichi Korenaga (Guitarra)

## Álbum
- VOICE PRINT (21 de mayo de 1984)
- Nothing To Lose (21 de noviembre de 1984)
- WILD & HONEY (22 de mayo de 1985)
- REBECCA IV ~Maybe Tomorrow~ 1 de noviembre de 1985)
- TIME (25 de octubre de 1986)
- Poison (28 de noviembre de 1987)
- BLOND SAURUS (28 de noviembre de 1987)